# Gimpel Verlag
Der Gimpel Verlag war ein in Langenhagen bei Hannover ansässiger Verlag, der von 2006 bis 2017 bestand.

## Geschichte
Gesellschafter des Verlages waren Adam Opyrchal (auch: Adam Jaromir) und Luca Emanueli. Im Gimpel-Verlag erschienen vor allem Bücher von polnischen Illustratoren. Zu den Autoren bei Gimpel gehören neben Adam Jaromir auch Chris Bezzel, Iwona Chmielewska, Pawel Pawlak und Gianni Rodari, zu den Illustratoren Gabriela Cichowska, Iwona Chmielewska, Chiara Emanueli, Pawel Pawlak und Józef Wilkoń. Insgesamt sind mit Alice in der Tinte (2007), Dideldum (2007), Adamek oder wie man aus 2 Äpfeln 3 macht (2007), Zarafa (2009), Fantje (2010), kit. eine kindheit (2010), Blumkas Tagebuch – Vom Leben in Janusz Korczaks Waisenhaus (2011), Tallula – Königin der Nacht (2012), Fräulein Esthers letzte Vorstellung - Eine Geschichte aus dem Warschauer Ghetto (2013), Ojemine! (2014), Bei uns zu Hause gibt es (2014), Fantastische Tiere: Die wunderbare Welt des Józef Wilkońs (2014) sowie abc.de (2015) dreizehn Bücher im Gimpel-Verlag erschienen.
Einige der im Gimpel-Verlag erschienenen Bücher erhielten verschiedene Nominierungen und Auszeichnungen. Fantje erhielt eine Lobende Erwähnung in der Kategorie Erstlingswerk beim Bologna Ragazzi Award 2011. Blumkas Tagebuch – Vom Leben in Janusz Korczaks Waisenhaus wurde 2011 in die Empfehlungsliste des Katholischen Kinder- und Jugendbuchpreises aufgenommen und 2012 für den Deutschen Jugendliteraturpreis in der Kategorie Bilderbuch nominiert. Der polnische Zweig des IBBY kürte die polnische Ausgabe des Buches zum Buch des Jahres 2011 in der Kategorie Bilderbuch, und es erhielt eine Lobende Erwähnung für den Literaturpreis. Fräulein Esthers letzte Vorstellung wurde 2014 für den Deutschen Jugendliteraturpreis in der Sparte Sachbuch nominiert. Im selben Jahr wurde den Autoren von Fräulein Esthers letzte Vorstellung der renommierte Gustav-Heinemann-Friedenspreis für Kinder- und Jugendbücher zuteil.

## Verlagsbibliografie
| Erstausgabe | Titel                                                                                                | Text                      | Illustration       | Übersetzung  | ISBN                   | Kommentar                                                                      |
| ----------- | --- | ------------------------- | ------------------ | ------------ | ---------------------- | ------------------------------------------------------------------------------ |
| 2007        | Alice in der Tinte                                                                                   | Gianni Rodari             | Pawel Pawlak       | Adam Jaromir | ISBN 978-3-9811300-2-7 | Lizenztitel aus dem Ausland                                                    |
| 2007        | Dideldum                                                                                             | Pawel Pawlak              | Pawel Pawlak       |              | ISBN 978-3-9811300-1-0 | Lizenztitel aus dem Ausland                                                    |
| 2007        | Adamek oder wie man aus 2 Äpfeln 3 macht                                                             | Adam Jaromir              | Chiara Emanueli    |              | ISBN 978-3-9811300-0-3 | Originalausgabe                                                                |
| 2009        | Zarafa                                                                                               | Adam Jaromir              | Pawel Pawlak       |              | ISBN 978-3-9811300-3-4 | Originalausgabe                                                                |
| 2010        | Fantje                                                                                               | Adam Jaromir              | Gabriela Cichowska |              | ISBN 978-83-8977441-5  | Originalausgabe Co-Herausgegeben zusammen mit dem polnischen Verlag Muchomor   |
| 2010        | kit. eine kindheit                                                                                   | Chris Bezzel              |                    |              | ISBN 978-3-9811300-5-8 | Originalausgabe Mit einem Nachwort von Adam Jaromir                            |
| 2011        | Blumkas Tagebuch – Vom Leben in Janusz Korczaks Waisenhaus                                           | Iwona Chmielewska         | Iwona Chmielewska  | Adam Jaromir | ISBN 978-3-9811300-6-5 | Originalausgabe                                                                |
| 2012        | Tallula – Königin der Nacht                                                                          | Adam Jaromir              | Józef Wilkoń       |              | ISBN 978-3-9811300-7-2 | Originalausgabe                                                                |
| 2013        | Fräulein Esthers letzte Vorstellung – Eine Geschichte aus dem Warschauer Ghetto                      | Adam Jaromir              | Gabriela Cichowska |              | ISBN 978-3-9811300-8-9 | Originalausgabe                                                                |
| 2014        | Ojemine!                                                                                             | Iwona Chmielewska         | Iwona Chmielewska  | Adam Jaromir | ISBN 978-3-945359-01-3 | Lizenz aus dem Ausland                                                         |
| 2014        | Fantastische Tiere: die wunderbare Welt des Józef Wilkoń; Józef Wilkoń im Gespräch mit Janusz Górski | Sebastian Möllers [Hrsg.] | Józef Wilkoń       |              | ISBN 978-3-945359-00-6 | Katalog zur gleichnamigen Ausstellung im Kunsthaus Stade, 24.05. – 14.09.2014. |
| 2014        | Bei uns zu Hause gibt es                                                                             | Isabel Minhós Martins     | Madalena Matoso    | Adam Jaromir | ISBN 978-3-945359-02-0 | Lizenz aus dem Ausland                                                         |
| 2015        | abc.de                                                                                               | Iwona Chmielewska         | Iwona Chmielewska  |              | ISBN 978-3-945359-03-7 | Co-Edition mit dem polnischen Verlag Warstwy                                   |

## Nominierungen und Auszeichnungen
- 2011: White Raven der Internationalen Jugendbibliothek München für Fantje[8]
- 2011: Lobende Erwähnung im Rahmen des Bologna Ragazzi Awards in der Kategorie Opera Prima am 7. April für Fantje
- 2011: lobende Erwähnung des polnischen Verlegerverbandes PTWK als eins der schönsten Bücher des Jahres für Fantje
- 2011: Nominierung zum Buch des Jahres vom IBBY Polen für Fantje
- 2011: Buch des Jahres von der polnischen IBBY in der Kategorie Bilderbuch für Blumkas Tagebuch – Vom Leben in Janusz Korczaks Waisenhaus
- 2011: Lobende Erwähnung von der polnischen IBBY in der Kategorie Literatur für Blumkas Tagebuch – Vom Leben in Janusz Korczaks Waisenhaus
- 2012: Buch des Monats der Deutschen Akademie für Kinder- und Jugendliteratur im Februar für Blumkas Tagebuch – Vom Leben in Janusz Korczaks Waisenhaus
- 2012: Nominierung für den Deutschen Jugendliteraturpreis in der Kategorie Bilderbuch für Blumkas Tagebuch – Vom Leben in Janusz Korczaks Waisenhaus
- 2013: Fräulein Esthers letzte Vorstellung – Eine Geschichte aus dem Warschauer Ghetto  erscheint auf der Deutschlandfunk-Bestenliste Die besten 7 – Bücher für junge Leser im September[9]
- Empfehlung vom Museum der Geschichte der polnischen Juden für Blumkas Tagebuch – Vom Leben in Janusz Korczaks Waisenhaus
- Kröte des Monats der STUBE (Studien- und Beratungsstelle für Kinder- und Jugendliteratur) für Blumkas Tagebuch – Vom Leben in Janusz Korczaks Waisenhaus